# San Jacinto
San Jacinto là một khu tự quản thuộc tỉnh Bolívar, Colombia. Thủ phủ của khu tự quản San Jacinto đóng tại San Jacinto Khu tự quản San Jacinto có diện tích 434 ki lô mét vuông. Đến thời điểm ngày 28 tháng 5 năm 2005, khu tự quản San Jacinto có dân số 23992 người.